# Stugna-P

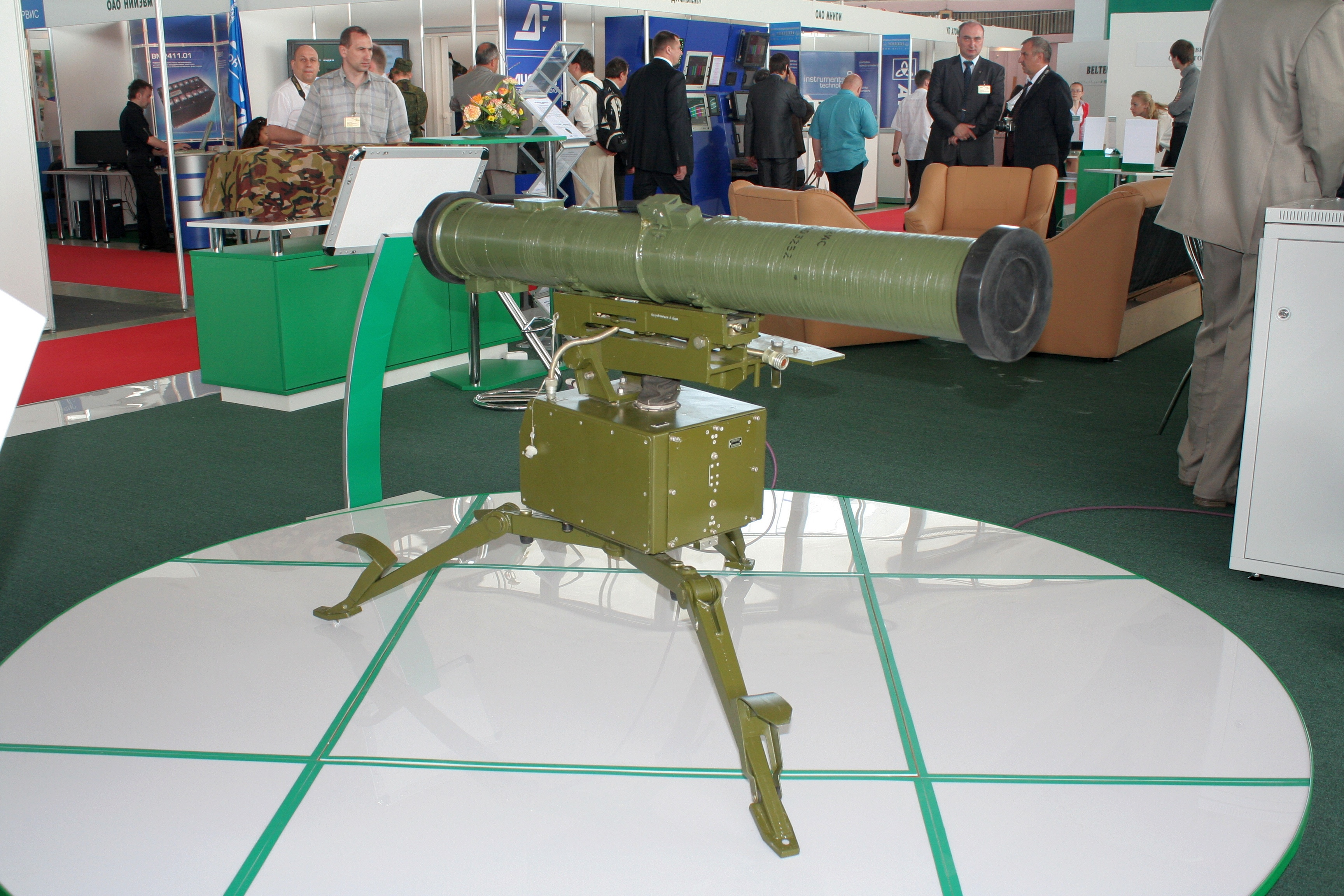
Skif robotsystem

Stugna-P eller Skif är ett ukrainskt pansarvärnsrobotsystem utvecklat av Luch Design Bureau. Dess styrenhet  är utvecklad och tillverkad av den vitryska designbyrån Peleng i Minsk. Skif är det ukrainska ordet för skyter och Stugna är namnet på en lokal flod, en biflod till Dnepr. Den ukrainska varianten kallas Stugna-P medan exportvarianten kallas Skif. Robotsystemet har använts i det rysk-ukrainska kriget.
Stugna-P är gjord för att förstöra moderna pansarfordon, även sådana med skiktat pansar eller reaktivt pansar. Den kan attackera stationära och rörliga mål, både från långa håll (upp till 5 km dagtid) och nära håll (100m). Den kan också attackera punktmål som vapenplaceringar, lätt bepansrade mål och hovrande helikoptrar. Systemet har två lägen: manuellt styrd och fire-and-forget som inte behöver styras efter avfyrningen. Fire-and-forget ger automatisk styrning av roboten med hjälp av en laserstråle.
Robotsystemet består av ett stativ, missilbehållare, PDU-215 fjärrkontrollpanel, styrenhet och värmekamera.
Fjärrkontrollpanelen är en portföljliknande bärbar dator med en kontrollpanel, som innehåller en liten joystick och en plattskärm. Den är ansluten till avfyrningsenheten med en kabel, vilket gör att den kan användas på avstånd upp till 50 meter bort. 
Systemet har robotar med 130 mm och 152 mm kaliber. Dessa robotar har tandemladdningar med riktad sprängverkan och kan slå ut stridsvagnar. Det finns också spränggranater för att attackera infanteripositioner och lätta pansarfordon. Systemet kan använda alla fyra typerna utan modifiering. Systemets värmekamera kan användas under mörker.  